# 斯纳普10A型
斯纳普10A型(SNAP-10A，又名太空核辅助电力快照，也称作“OPS 4682”、“COSPAR 1965-027A” )是美国在1965年作为快照计划的一部分，发射到太空的实验性核动力卫星。这项试验标志着世界上第一次在轨道上运行核反应堆以及离子推进器系统在轨道上的首次运行。
它是美国发射到太空的唯一一座裂变反应堆动力系统。由于非核电气部件故障，反应堆仅运行43天后就停止了工作，而後繼也沒有把第二個反應爐送上太空的計畫（僅有核電池）。核辅助动力系统计划(SNAP)反应堆是在美国原子能委员会的监督下于20世纪50年代和60年代初专门为卫星使用而开发的。

## 历史
核辅助电力系统(SNAP)计划是根据兰德公司于1954年完成的侦察卫星研究项目反馈而开发的。由于一些拟建卫星的功率需求很高，有些甚至高达几千瓦。因此，美国原子能委员会(AEC)要求工业界进行一系列的太空核电站研究。这些研究于1952年完成，确定了核电站在技术上可用于卫星:5。
1955年，原子能委员会启动了两个平行的斯纳普核电项目，其中一个承包给马丁公司，利用放射性同位素衰变作为发电机的动力源，这些电站被赋予以斯纳普1开头的单数名称。另一个项目为利用核反应堆发电，由原子国际部开发，他们的系统被给予斯纳普偶数的名称，第一座核反应堆命名为斯纳普2型:5。
斯纳普10A型是原子国际建造的首座用于太空的核反应堆动力系统，它是从300瓦的斯纳普10 型设计演变而来的，满足了1961年国防部对500瓦系统的要求:5,7。
大多数系统开发和反应堆测试都安排在加利福尼亚州文图拉县的圣苏珊娜野外实验室(Santa Susana Field Laboratory)进行，使用了许多专业设施。

## 建造
斯纳普10A型有三大主要部件：紧凑型核反应堆、反应堆反射体和控制系统、热传导和功率转换系统。
该反应堆长39.62厘米(15.6英寸)，直径22.4厘米(8.8英寸)，可容纳37根含有铀-235的铀氢锆棒作为燃料。该反应堆设计热功率输出为30千瓦，无屏蔽重量为650磅(290千克)。反应堆可从斯纳普10A型装置的顶部辩识出。
反射体被布置在反应堆外部，以提供控制反应堆的手段，它由一层铍组成，铍可以反射中子，起到启动并维持反应堆裂变过程的作用。反射体由一圈爆炸螺栓固定的固定带锁定。当反射体从装置中弹出时，反应堆无法维持核裂变反应，核堆也将被永久关闭。
斯纳普10A型采用共晶钠钾合金作为冷却剂，钠钾合金通过液态金属直流传导泵在堆芯和热电转换器之间作循环流动。热电转换器(被标识为白色长“围裙”)为掺杂硅锗材料的热耦合，但与钠钾传热介质之间相互电气隔离。热电转换器一侧的钠钾与面向寒冷太空中的另一侧之间的温差就产生了电势和可用的电能。

## 快照任务

### 发射和轨道运行
斯纳普10A型于1965年4月3日由擎天神-爱琴娜D型火箭从范登堡空军基地发射升空，进入约1300公里高的近地轨道，处于稍微逆行的极轨上—这确保了燃烧完的火箭可降落在海洋中。斯纳普10A型的核电源是由热电元件组成的，原计划在一年发电500瓦以上。43天后，卫星内一个与快中子反应堆无关的机载电压调节器发生故障，导致反应堆芯在达到590瓦的最大输出功率后关闭。
1965年系统故障后，反应堆被留在1300公里(700英里)高的預定報廢地球轨道上，透過高大氣層隔離輻射，剩下的衰變预计要持续4000年。
1979年11月發現，飞行器零件开始脱落，最终丢失了50块可追踪的碎片。原因不明，有可能是碰撞所导致。尽管主体仍在原轨道，但放射性物质可能已被释放。2008年，根据海斯塔克天文台数据发表的最新研究表明，軌道上60多块小于10厘米的碎片还在。

### 离子推进
快照试验包括一台作为第二载荷的铯离子推进器，这是电动航天推进系统在轨运行的首次试验(继1964年SERT-1次轨道试验之后)。离子推进器在4500伏和80毫安的电力工况下，产生了约8.5毫牛的推力。离子发动机应在电池下运行约1小时，然后额定0.5 千瓦的斯纳普系统以0.1千瓦功率对电池充电约15小时。在被指令永久关闭前，离子发动机运转了不到1小时。对飞行数据的分析表明，发生了相当数量的高压故障，这显然造成了电磁干扰(EM)，导致飞行器姿态扰动。地面测试表明，发动机电弧产生的传导和辐射电磁干扰明显高于设计水平。

## 安全
快中子反应堆项目所需的安全计划，促进了航空航天核安全计划的启动。该计划旨在评估与斯纳普系统建造、发射、操作和处置相关的核危害，并制定相应规范以确保辐射安全。
原子能国际公司将承担主要的安全职责，而桑迪亚国家实验室负责航空航天安全的独立审查，并实施多项安全测试。在准许发射前，必须获得检验许可，以证明在任何情况下，反应堆的发射都不会造成严重威胁。
一系列的测试都成功完成，部分开发和试验的视频也可供浏览。在斯纳普10A型反应堆发射前，爱达荷国家实验室在北部试验区对反应堆进行了三次破坏性试验，1964年4月1日，SNAPTRAN-3破坏性实验模拟了一枚火箭坠入海洋，透過故意将放射性碎片送入爱达荷沙漠進行演練。
涉及放射性物质的测试和开发造成了前原子国际公司”圣苏珊娜野外实验室“(SSFL)设施的环境污染。美国能源部负责识别和清理放射性污染(圣苏珊娜野外实验室也被洛克达因公司用于美国宇航局之外的一些火箭发动机的测试和开发)，支持场地清理的美国能源部网站详细介绍了在圣苏珊娜野外实验室的核能开发史，包括额外的快速测试和开发信息。

## 相关工作和后续计划
国际原子能公司也在圣苏珊娜野外实验室开发和测试了其他紧凑型核反应堆，包括斯纳普实验反应堆(SER)、斯纳普2型、斯纳普8型开发反应堆(SNAP8-DR)和斯纳普8型实验反应堆(SNAP-8ER) (参见《核辅助电力系统》)。原子国际公司还建造并运行了钠反应堆实验，这是美国第一座向公共电力系统供电的核电站。
截至2010年，苏联罗萨特卫星已将30多座小型裂变动力系统核反应堆送入太空。此外，全球(主要是美国和苏联)已将40多台放射性同位素热能发电机用于太空任务。

## 另请参阅
- 太空核能
- 罗萨特号，前苏联核反应堆动力卫星
- 安全实惠的裂变发动机，美国宇航局实验系列
- SP100型